# Palacio Episcopal de Pamplona
El palacio episcopal de Pamplona es un edificio religioso del siglo XVIII que pertenece por su estilo arquitectónico al Barroco.

## Contexto histórico
A pesar de que Pamplona era una ciudad del señorío episcopal desde la época visigoda, su obispo no tuvo residencia propia hasta la construcción de este edificio. 
Durante unos años la residencia estuvo «al sur del conjunto catedralicio» donde en el siglo XII se había levantado «el conocido como palacio episcopal viejo o de Jesucristo» que tuvo que donar Pedro Ramírez de Piédrola en 1235 a Teobaldo I en compensación de una deuda económica contraída. Aunque su dominio volvió al obispo algunos años después, «en 1273 el obispo Armingot lo cedió definitivamente a los canónigos para que lo emplearan como dormitorio».
Antes de ello, en 1198, Sancho VII el Fuerte, en agradecimiento al apoyo económico de la sede episcopal, donó a García Fernández el Palacio Real de San Pedro situado en la Navarrería. Pero sucesivos monarcas navarros le reclamaron al obispo de turno el inmueble «alegando que había sido edificado por un rey» mientras los obispos se escudaban en la  donación mencionada.»  Finalmente, tras largos litigios lo tuvieron que devolver en el siglo XV. Desde entonces el obispo tuvo que vivir en diferentes mansiones hasta la construcción de este edificio.
Tampoco fue un hecho aislado la decisión de su construcción ya que durante este siglo a Pamplona le invadió un «fervor constructivo» tanto en arquitectura civil como religiosa. La propio catedral de Pamplona conoce durante este siglo una nueva fachada diseñada por Ventura Rodríguez. Pero las infraestructuras de la propia ciudad también experimentaron una profunda transformación y afloraron también nuevos espacios urbanos.

## Construcción
El lugar elegido fue un solar situado entre el desaparecido convento de la Merced y la catedral, ocupando parte de la huerta. Se había tenido que firmar una concordia el 1 de septiembre de 1731 con el cabildo catedralicio para procurar recursos para la realización de la obra. Esta concordia la tuvo que confirmar el papa el 3 de enero de 1732.
Las obras comenzaron en el 4 de octubre de 1734 y la primera piedra se colocó el 6 de noviembre siguiente. Tras un parón en julio de 1736 se comienza a levantar el edificio propiamente dicho cuya ejecución de obras se alargó hasta 1740.
Se sabe que en estas obras intervinieron los canteros y también maestros de obras Miguel de Barreneche, Juan Francisco Ormaechea y Juan Miguel de Goyeneta.

## El edificio
Se encuentra entre las principales obras del barroco pamplonés. Su fachada principal da a la plaza de Santa María la Real. el edificio es de tipo señorial de la ribera del Ebro, con un zócalo de sillar de la planta baja y entreplanta, seguido de ladrillo visto, con un coronamiento de galería de arcos, levantada sobre un primer alero. La planta noble posee balcones volados.
La Portada tiene gran protagonismo y marca el centro. Fue diseñada por Juan Miguel Goyeneta con el aire de un pequeño retablo ejecutado en piedra, con las columnas, los aletones de follaje y el ático a modo de hornacina con la imagen de San Fermín. La composición se repite en el frente lateral.
En 1973 se realizó una remodelación de su interior manteniendo la escalera original.
Durante la Edad Media, la plaza donde se encuentra situado correspondía a la Judería y en esta área se situaba la sinagoga. En el siglo XVI los Mercedarios levantaron en este lugar un convento cuyo edificio perduró hasta que fue derribado en 1945, convirtiéndose su solar en la actual plaza de Santa María la Real.

## Galería

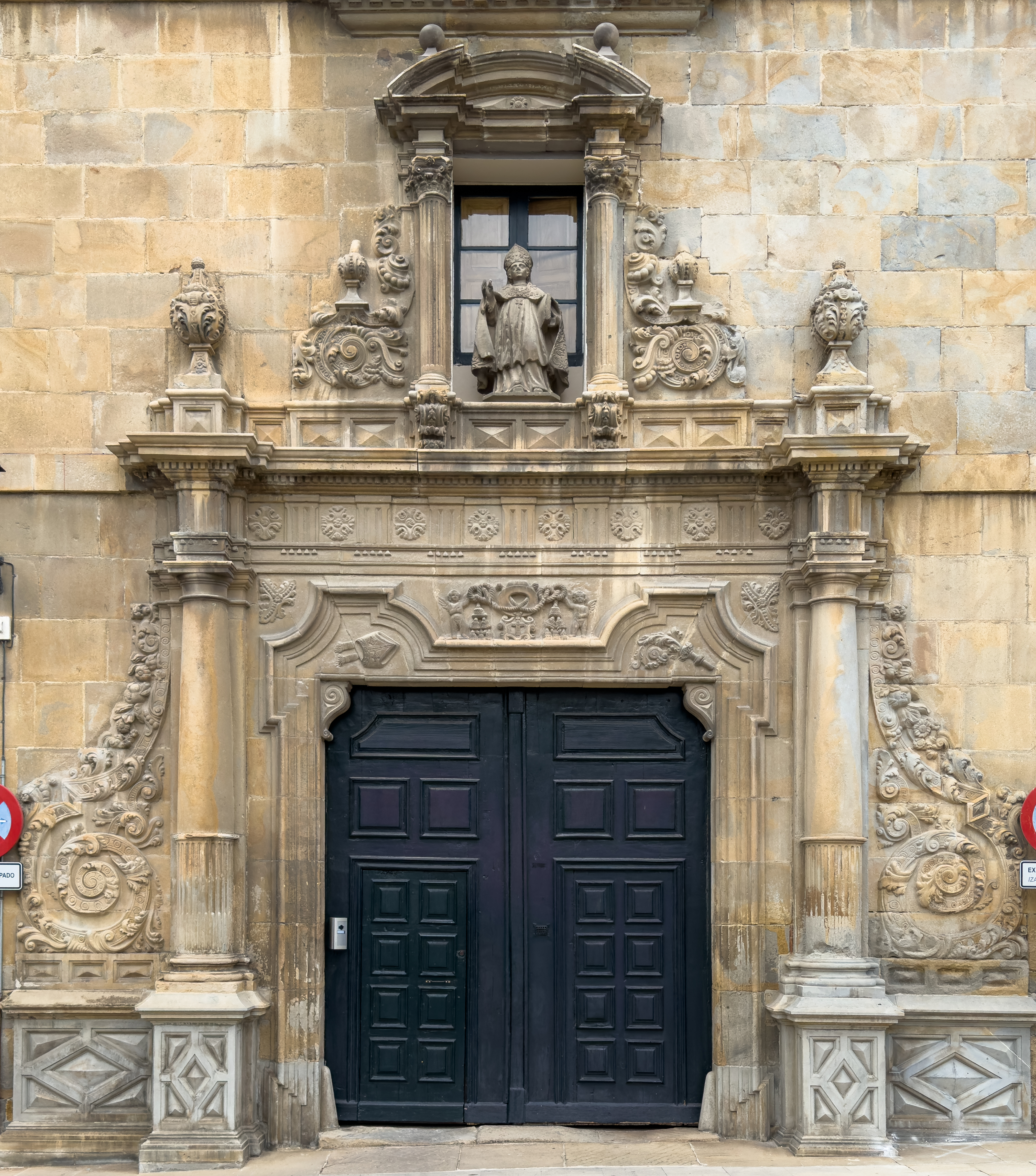
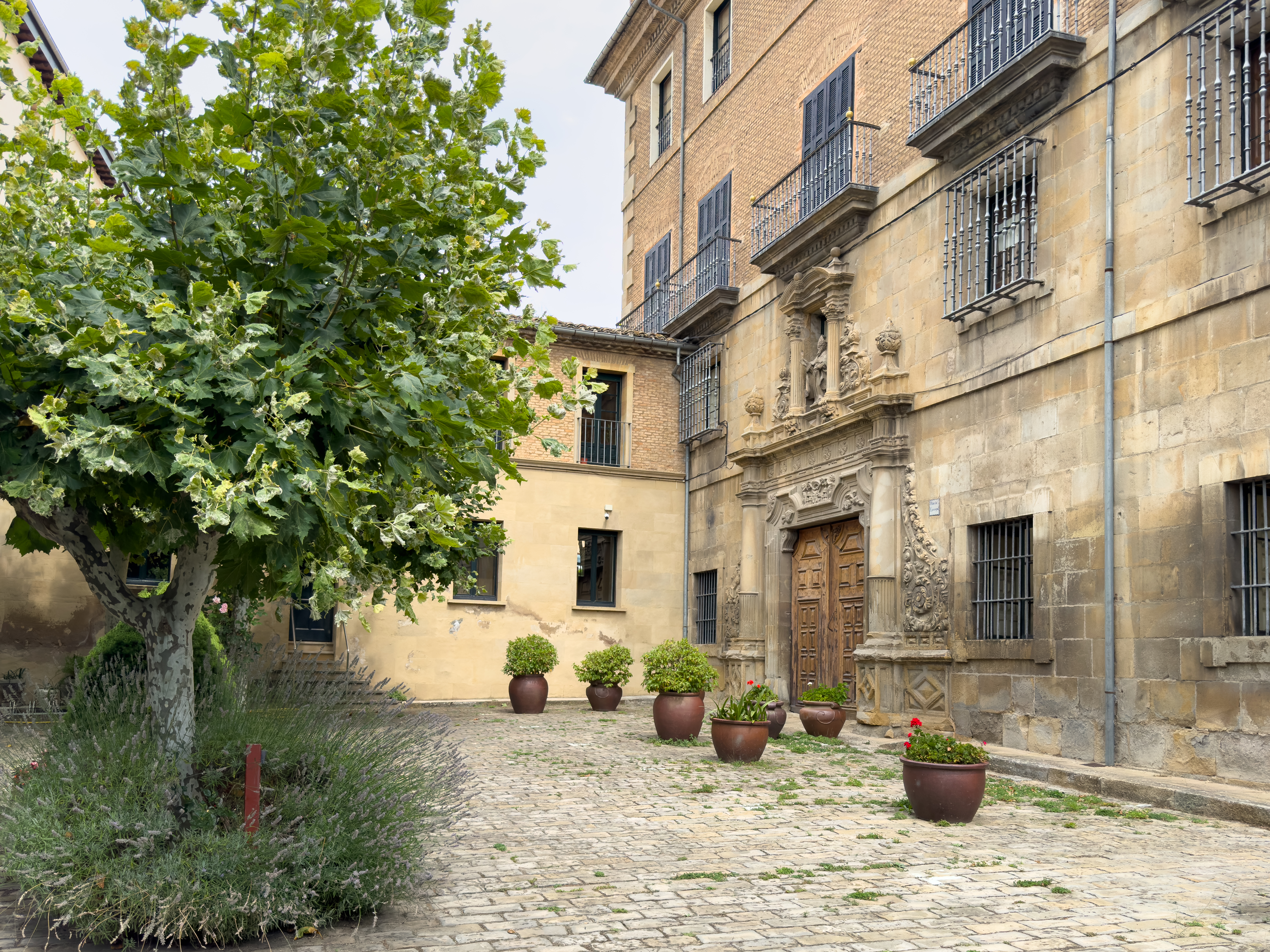
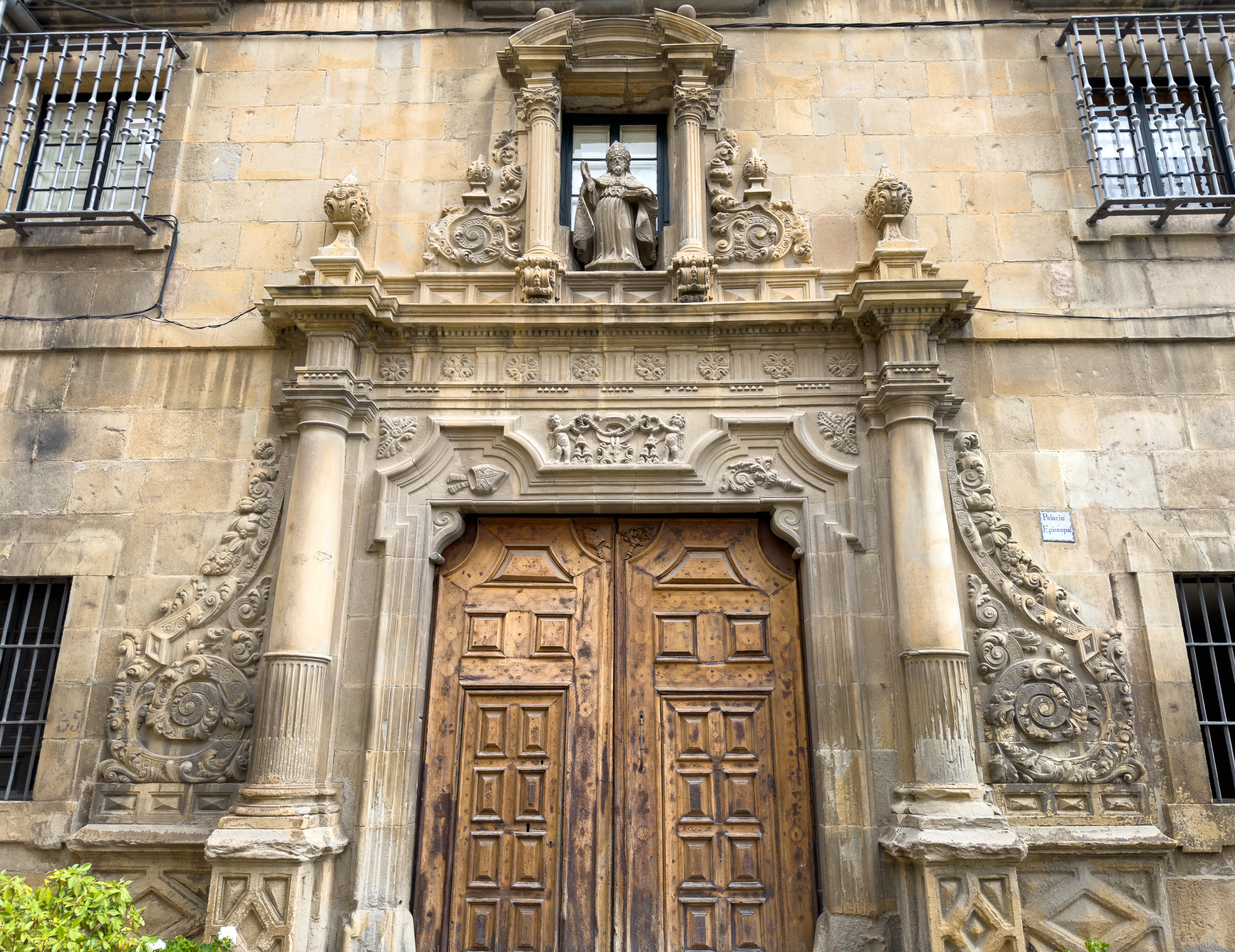